# Karl Neumann (Mediziner)
Karl Neumann (geboren am 22. März 1890 in Liesing, heute Wien; gestorben am 28. Oktober 1944 im Konzentrationslager Auschwitz) war ein österreichischer Arzt. Er wurde im Zuge des Holocaust gemeinsam mit seiner Frau Bertha und seinem jüngsten Sohn Klaus im KZ Auschwitz ermordet.

## Leben

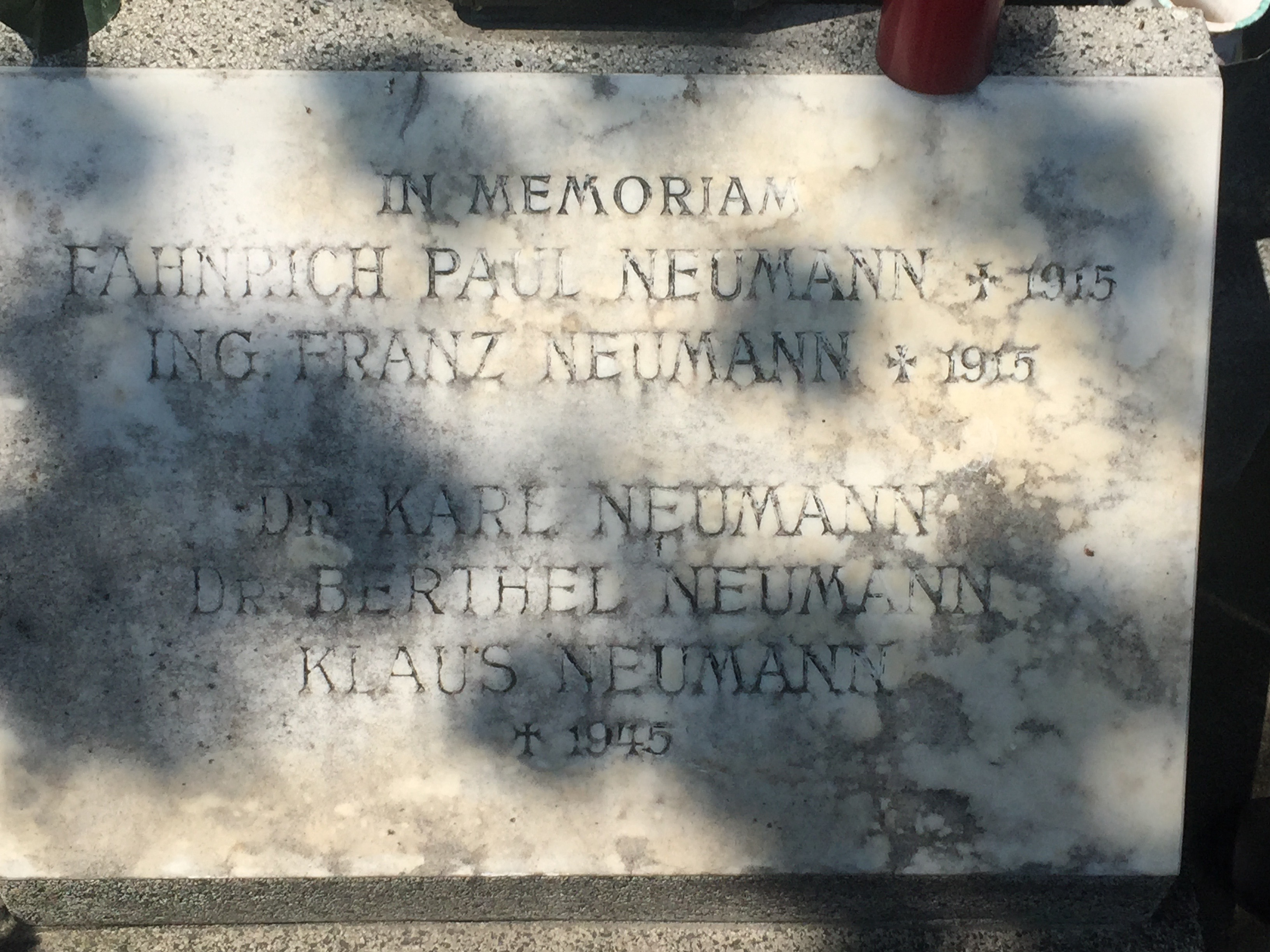
Neumann Familiengrabstätte

Karl Neumann wurde in Liesing als ältestes von sechs Kindern des Arztes und Ehrenbürgers von Liesing Johann Jakob Adalbert Neumann (nach dem der Dr. Johann-Jakob-Neumann-Steig benannt ist) und seiner Frau Leopoldine, geborene Giegl, geboren und wirkte dort als Gemeindearzt und Zahnarzt. Er nahm sich besonders der Hauskrankenpflege und der Jugendfürsorge an. Er kaufte mit persönlichen Mitteln den ersten Krankentransportwagen für Liesing. Sein Vater war Initiator und Gründungsmitglied des Turnvereins Liesing, sein Porträt hängt in der Galerie der Ehrenbürger im Festsaal des Liesinger Bezirksamts. Karl Neumann wurde Opfer des Rassenwahns des NS-Regimes. Er musste seine Ordination schließen, seinen Heimatort Liesing verlassen und mit Frau und Kind in die Wiener Leopoldstadt übersiedeln. Seinen beiden älteren Kinder gelang die Flucht ins Ausland. Karl Neumann, seine Frau Bertha Neumann, geborene Kunreuther (geboren am 22. Februar 1893 in Frankfurt am Main), eine Staatswissenschaftlerin, und deren gemeinsamer Sohn Klaus Neumann (geboren am 26. Jänner 1932 in Liesing) wurden am 24. Juni 1943 nach Theresienstadt deportiert.
Am 28. Oktober 1944 wurden Karl Neumann, seine Frau Bertha und deren 12-jähriger Sohn Klaus im KZ Auschwitz in der Gaskammer ermordet.

## Gedenken

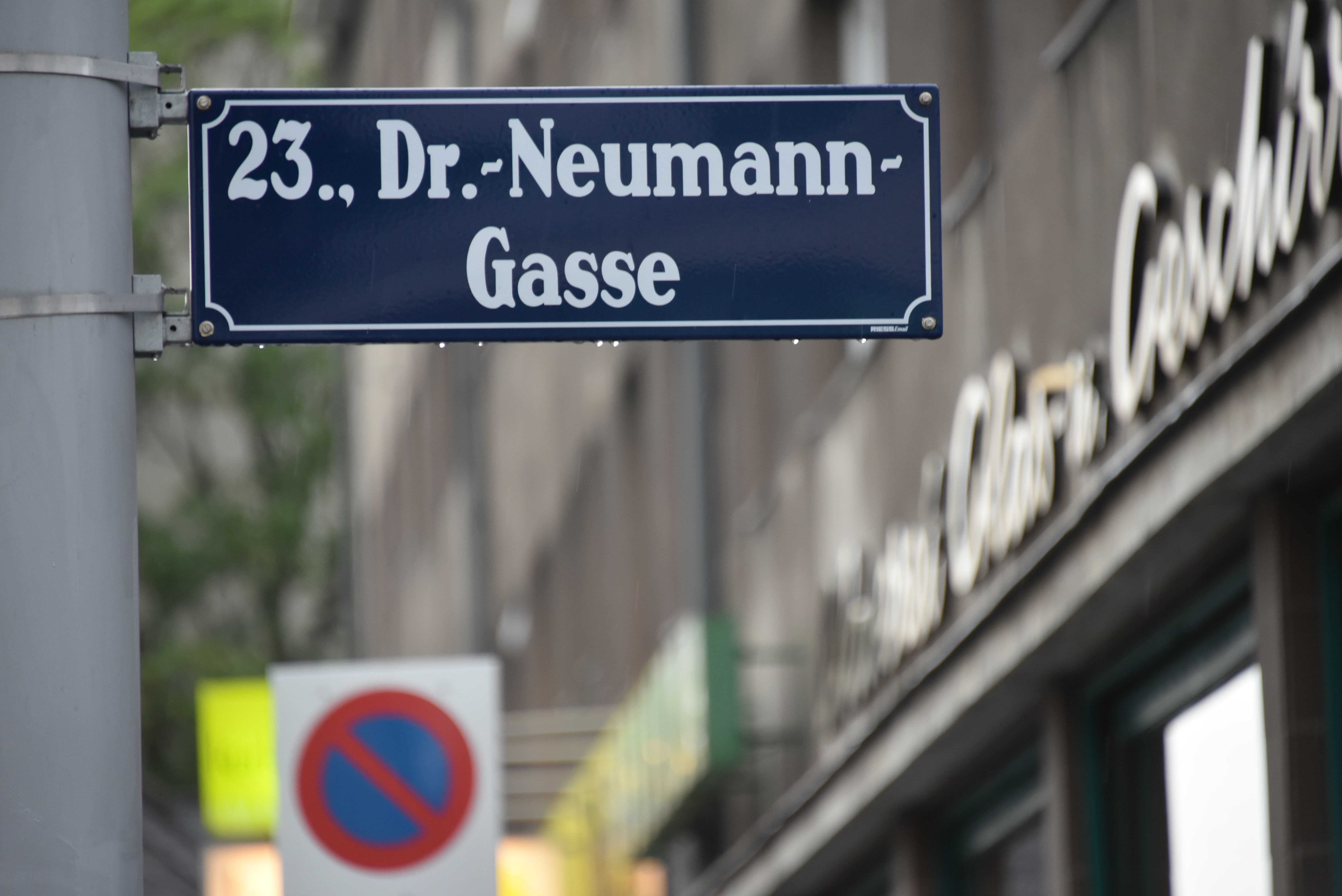

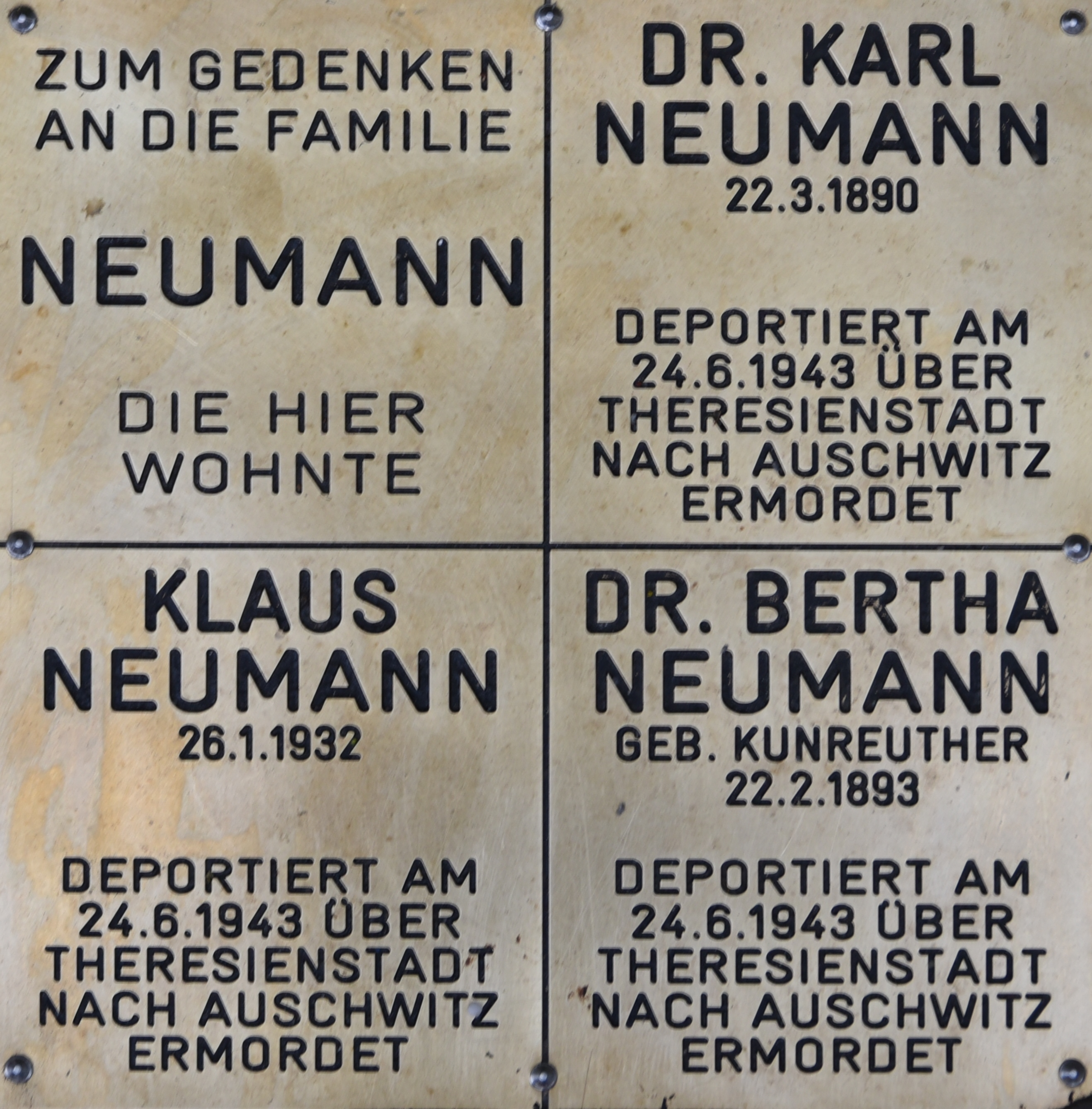

Eine Gasse und ein Erinnerungsstein tragen den Namen von Karl Neumann:
- Am 15. Februar 1949 wurde die frühere Badhausgasse durch Beschluss des Gemeinderatsausschusses für Kultur in Dr. Neumann-Gasse umbenannt.[1]
- Vor dem letzten Wohnsitz der Familie Neumann in der Dirmhirngasse 25 in Wien-Liesing wurde am 13. Juni 2013 von der Initiative Steine der Erinnerung in Liesing ein Erinnerungsstein verlegt, die drei Namen findet sich auch in der Liste Liesinger Opfer des Nationalsozialismus 1938 – 1945.[2]

## Namensgleichheit
Es besteht Namensgleichheit mit einem weiteren Wiener Opfer des NS-Regimes: Der Sattler und Widerstandskämpfer Karl Neumann (1875–1940) wurde gemeinsam mit seiner Frau Christine Neumann am 22. Mai 1939 wegen des „Verbrechens der Ausspähung“ verhaftet, dann von der Gestapo Wien verhört, blieb bis 20. April 1940 in Haft und wurde wegen Haftunfähigkeit entlassen. Er verstarb kurz darauf.